# Municipio de Paso de Ovejas
El municipio de Paso de Ovejas es uno de los 212 municipios en que se encuentra dividido el estado mexicano de Veracruz de Ignacio de la Llave. Su cabecera es la población del mismo nombre.

## Geografía
El municipio se encuentra localizado en la zona central del estado de Veracruz, en la denominada Región del Sotavento. Tiene una extensión territorial de 389 208 kilómetros cuadrados que representan el 0.54 % de la extensión total de Veracruz. Sus coordenadas geográficas extremas son 19°8′ - 19°22′ de latitud norte y 96°20′ - 96°38′ de longitud oeste, y su altitud va de un mínimo de 10 a un máximo de 400 metros sobre el nivel del mar.
Sus límites territoriales corresponden al norte y noroeste con el municipio de Puente Nacional, al este con el municipio de La Antigua, al sureste con el municipio de Veracruz, al sur con el municipio de Manlio Fabio Altamirano y el municipio de Soledad de Doblado, y finalmente al suroeste con el municipio de Comapa.

## Demografía
De acuerdo a los resultados del Censo de Población y Vivienda de 2020 realizado por el Instituto Nacional de Estadística y Geografía, la población total del municipio de Paso de Ovejas asciende a 33 342 personas, de las que 16 911 son mujeres y 16 531 son hombres.
La densidad poblacional es de 83.7 habitantes por kilómetro cuadrado.

### Localidades
El municipio incluye en su territorio un total de 142 localidades. Las principales, considerando su población del censo de 2020 son:
| Localidad       | Población |
| Total Municipio | 33 442    |
| Paso de Ovejas  | 6 888     |
| Puente Jula     | 2 739     |
| Tolomé          | 2 627     |
| Cerro Guzmán    | 1 369     |
| Tierra Colorada | 1 293     |
| El Hatito       | 1 282     |

## Política

### Representación legislativa
Para la elección de diputados locales al Congreso de Veracruz y de diputados federales a la Cámara de Diputados federal, el municipio de Paso de Ovejas se encuentra integrado en los siguientes distritos electorales:
Local:
- Distrito electoral local de 13 de Veracruz con cabecera en Dos Ríos.[4]

Federal:
- Distrito electoral federal 13 de Veracruz con cabecera en Huatusco.[5]